# Sagemcom
Voir Sagem pour l’entreprise ayant existé entre 1925 et 2005 et Safran Electronics & Defense (anciennement Sagem Défense Sécurité).
 (octobre 2014).
Si vous disposez d'ouvrages ou d'articles de référence ou si vous connaissez des sites web de qualité traitant du thème abordé ici, merci de compléter l'article en donnant les références utiles à sa vérifiabilité et en les liant à la section « Notes et références ».
Sagemcom, anciennement Sagem Communications, est une entreprise française spécialisée dans les terminaux communicants à forte valeur ajoutée basée à Bois-Colombes. 
Détenu à 70 % par le fonds britannique Charterhouse Capital Partners LLP et à 30 % par ses salariés, dont plus de 50 % sont actionnaires. 
Le siège social de Sagemcom est situé à Bois-Colombes, dans les Hauts-de-Seine, où se trouve également un centre de R&D.

## Historique

### L'ère Sagem

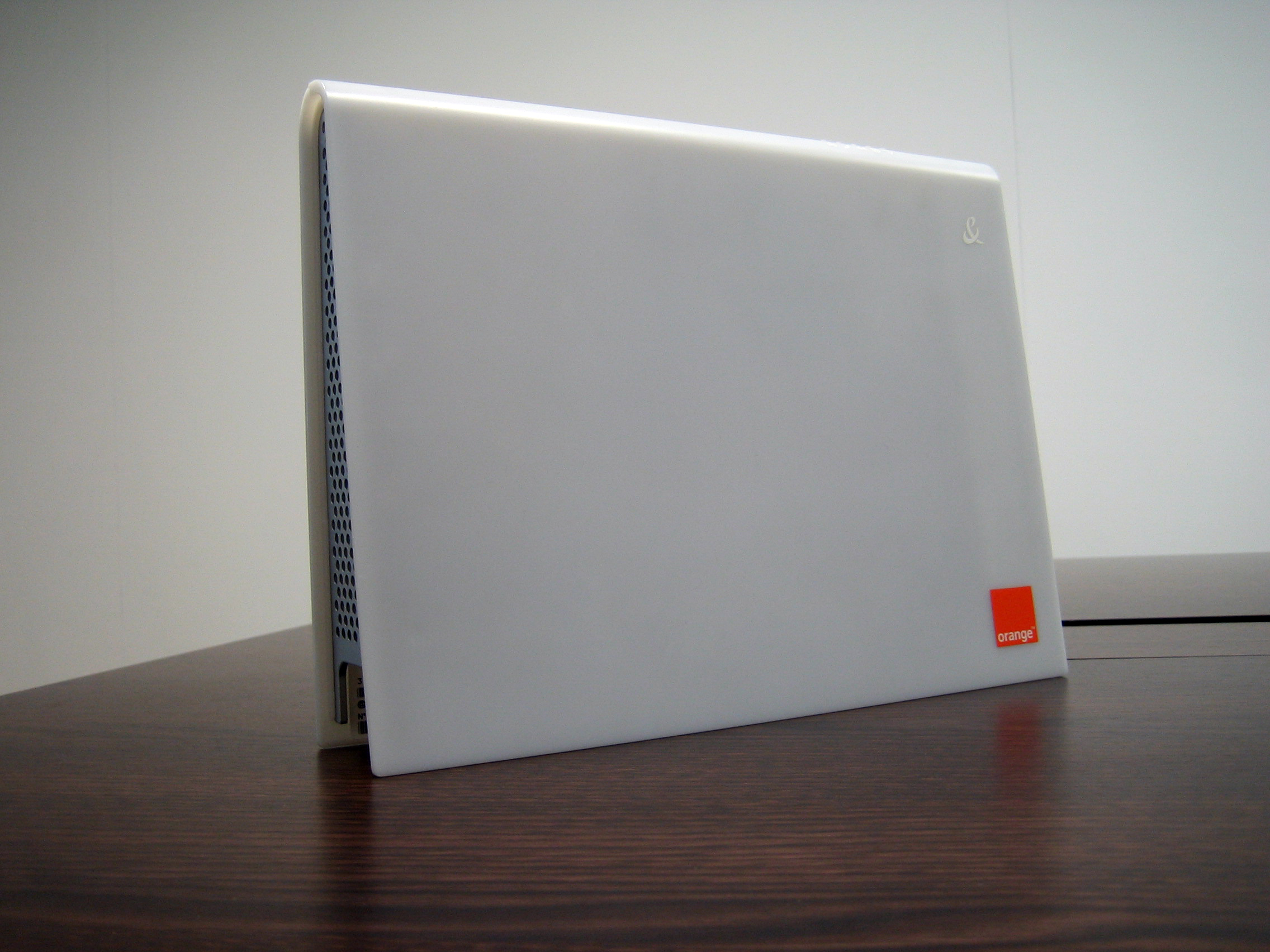
Une Livebox Sagem.

En 1991, Sagem fabrique des décodeurs pour Canal+, première chaîne de télévision à péage française.
En 1996, Sagem lance le télécopieur grand public avec le Phonefax. L'année suivante, le décodeur satellite Sagem permet à l’opérateur de télévision TPS de lancer le premier bouquet de télévision satellite en France.
Sagemcom, dans un premier temps appelé Sagem Communications, est issue des activités de télécommunications de Sagem, qui a fusionné en 2005 avec Snecma pour créer le groupe Safran. Ses activités étaient alors regroupées au sein de Sagem Télécommunications avec Sagem Mobiles.

### Cession de Sagem Communications
En 2008, à la suite d'une opération de LMBO, Safran cède Sagem Communications à The Gores Group : le groupe est détenu majoritairement par le fonds d’investissement ainsi que les salariés.  
En juillet 2009, Sagem Communications rachète l’activité haut débit et WiMAX de Gigaset Communications, une filiale d’Arques Industries et de  Siemens.  

### Sagemcom
En 2010, Sagem Communications devient Sagemcom et se structure en trois principales filiales : Sagemcom Documents, Sagemcom Broadband et Sagemcom Energy & Telecom. La même année, les systèmes routiers urbains, avec les activités feux tricolores et contrôleurs, sont cédés à Aximum (Groupe Colas).  
En février 2011, Sagemcom annonce un projet de partenariat entre sa filiale de service clients TR2S et Cordon Electronics, groupe français spécialisé dans la réparation de produits de communication.  
À l'issue de ce processus en juillet 2012, Cordon Electronics aura repris 100 % de TR2S.  
En août 2011, Carlyle Group devient le nouvel actionnaire majoritaire (70 %), la part des salariés de Sagemcom étant portée à 30 %. À cette occasion, les actionnaires précédents (The Gores Group, CIC, Club Sagem) se retirent,.  
En octobre 2012, Sagemcom continue son expansion en faisant une acquisition dans l’énergie avec le groupe Dr Neuhaus - Froschl, leader allemand des logiciels de gestion de données et de comptage. 
Le 3 octobre 2016, le Groupe Carlyle revend l'ensemble de ses parts à la société Charterhouse Capital Partners LLP.
En 2017, Sagemcom se renforce dans le secteur de l’énergie avec l’acquisition de Meter Italia. En 2018, le Groupe entre dans le capital de la start-up Otodo, spécialisée dans le smart home, à hauteur de 20 %.
Le 14 janvier 2020, après une nouvelle box pour l'opérateur SFR, Sagemcom dévoile une nouvelle box au standard Wi-Fi 6 pour Bouygues Telecom.

## Identité visuelle

Logo de Sagem Télécommunications avant 2007.
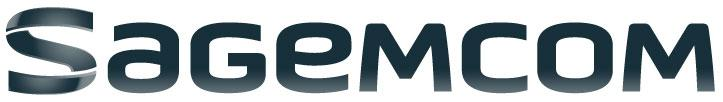
Logo de Sagemcom de 2010 à 2020.
Logo de Sagemcom depuis 2020.

## Entités du groupe
| Nom                            | Siège           | SIREN       | C.A.      | Rés.     | Eff | Bilan |
| ------------------------------ | --------------- | ----------- | --------- | -------- | --- | ----- |
| Sagemcom Broadband             | Rueil Malmaison | 440 294 510 | 1 588 489 | +57 735  | 685 | 2018  |
| Sagemcom Energy et Telecom     | Rueil Malmaison | 518 250 337 | 366 169   | - 2 199  | 269 | 2018  |
| Sagemcom Multi Energy Industry | Taden           | 448 897 405 | 88 706    | +1 149   | 67  | 2018  |
| Sagemcom Holding               | Rueil Malmaison | 533 059 242 | 5 486     | + 57 194 | 9   | 2018  |
| Sagemcom Documents             | Rueil Malmaison | 509 448 841 | 2 961     | + 456    | 6   | 2018  |
| Sagemcom Lease                 | Nanterre        | 340 600 550 | 1 024     | + 1 519  | nc  | 2018  |

## Activités
Le Groupe Sagemcom, présent dans plus de 50 pays au travers d'une soixantaine d'entités (Canada, USA, Mexique, Chili, Argentine, Brésil..), opère sur trois marchés majeurs : Solutions haut débit, Solutions audio-vidéo et Solutions de bout en bout de réseau intelligent.